# Southeast Gregory (Dakota del Sur)
Southeast Gregory es una subdivisión territorial del condado de Gregory, Dakota del Sur, Estados Unidos. Según el censo de 2020, tiene una población de 41 habitantes.
Formalmente es un territorio no organizado (en inglés, unorganized territory, UT), es decir, una zona delimitada por la Oficina del Censo de los Estados Unidos exclusivamente con fines estadísticos. 
Abarca una zona rural en la frontera con el estado de Nebraska. 

## Geografía
Está ubicado en las coordenadas 43°1′57″N 98°36′9″O / 43.03250, -98.60250. Según la Oficina del Censo de los Estados Unidos, Southeast Gregory tiene una superficie total de 118.61 km², de la cual 102.18 km² corresponden a tierra firme y 16.43 km² son agua.

## Demografía
Según el censo de 2020, hay 41 personas residiendo en la zona. La densidad de población es de 0.40 hab./km². El 97.56% de los habitantes son blancos y el 2.44% es de una mezcla de razas. No hay hispanos o latinos viviendo en la región.